# Myopias modiglianii
Myopias modiglianii är en myrart som först beskrevs av Carlo Emery 1900.  Myopias modiglianii ingår i släktet Myopias och familjen myror. Inga underarter finns listade i Catalogue of Life.